# Cotesia hyphantriae
Cotesia hyphantriae är en stekelart som först beskrevs av Riley 1887.  Cotesia hyphantriae ingår i släktet Cotesia och familjen bracksteklar. Inga underarter finns listade i Catalogue of Life.